# Memnon s Rodosa
Memnon s Rodosa (380. – 333. pr. Kr.) je bio grčki vojskovođa, poznat kao zapovjednik plaćeničke vojske u službi Perzijskog Carstva.

## Politički život
Memnon je karijeru započeo 358. pr. Kr. kada je zajedno s bratom Mentorom došao u službu Artabaza II., satrapa Frigije koji je organizirao pobunu protiv perzijskog vladara Artakserksa III. Godine 354. pr. Kr. Artabaz II. je poražen, te se zajedno s Memnonom i Barsinom (svojom kćeri i Memnonovom suprugom) sklonio u Pelu na dvor makedonskog kralja Filipa II.
Memnonov brat Mentor s Rodosa je pak otišao u Egipat gdje se u službi faraona Naktaneba II. borio protiv Perzijanaca sve dok 346. pr. Kr. nije zarobljen nakon pada pobunjenog Sidona. Prihvativši ponudu Artakserksa III. da prijeđe u njegovu službu, Mentor je tri godine kasnije osvojio Egipat, te ga je zahvalni veliki kralj imenovao zapovjednikom svih perzijskih snaga u zapadnom dijelu carstva. Taj položaj Mentor je iskoristio kako bi omogućio pomilovanje za Artabaza II., Barsinu i Memnona. Memnon je nakon povratka iz dugogodišnjeg izgnanstva kralju i njegovim izaslanicima iznio detaljne Filipove planove za napad na Perzijsko Carstvo.
Godine 340. pr. Kr. Mentor umire, a Memnon se potom ženi njegovom kćeri Barsinom. Perzijski vladar Artakserkso III. se ustručavao Memnnonu kao bivšem pobunjeniku dati zapovjedništvo nad svim perzijskim snagama na zapadu. Ipak, i s ograničenim snagama Memnon je pokazao svoju vrijednost 336. pr. Kr. kada je Filip II. započeo svoj rat protiv Perzije poslavši kao prethodnicu 10.000 vojnika pod Atalom i Parmenionom. Memnon je u bitci kod Magnezije uspio poraziti Parmeniona, što je bio prvi makedonski poraz nakon dugo vremena.
Kada je dvije godine kasnije postalo jasno kako će idući makedonski pohod poduzeti Filipov sin Aleksandar Makedonski koji je predvodio neusporedivo veće snage, Memnon je satrapima iz Male Azije predlagao da se Makedoncima nema smisla suprotstavljati na bojnom polju, odnosno da će se pohod zaustaviti posredno; strategijom spaljene zemlje i korištenjem perzijske mornarice koja je trebala pokidati Aleksandrove linije opskrbe u Egejskom moru te ga tako logistički iscrpiti.
Perzijski satrapi su odbili Memnonov prijedlog i umjesto toga su se Aleksandru ispriječili na rijeci Granik, gdje su u istoimenoj bitci poraženi, a Memnonov kontignent najamnika ubijen do posljednjeg čovjeka. Sam Memnon se uspio izbaviti, a kralj Darije III. je pokazao daleko više razumijevanja za njegovu strategiju. Memnon je poslan u Halikarnas, koji je zajedno s karijskim satrapom Orontobatom uspješno branio od Aleksandrove opsade, a potom je organizirao veliku flotu koja je počela osvajati grčke otoke u Egeju, s krajnjim ciljem da zauzme Dardanele i tako prekine Aleksandrove komunikacije. Memnon je uspješno vodio kampanju, sve dok u kolovozu 333. pr. Kr. nije umro prilikom opsade Mitilene.
Memnonov pohod nastavio je njegov nećak Farnabaz III. (sin Artabaza II.), no pohod potpuno gubi na značaju nakon perzijskog poraza u bitci kod Isa. Barsina je kasnije postala Aleksandrovom ljubavnicom i rodila mu je sina Herakla.

## Popularna kultura
- U filmu „Aleksandar Veliki“ (Alexander the Great) iz 1956. godine Memnona je tumačio engleski glumac Peter Cushing.

## Poveznice
- Perzijsko Carstvo
- Mentor s Rodosa
- Artabaz II.
- Autofradat
- Barsina
- Bitka kod Granika

## Vanjske poveznice
- Memnon s Rodosa (Livius.org)  Arhivirana inačica izvorne stranice od 14. svibnja 2011. (Wayback Machine)
- [neaktivna poveznica]
- Memnon, AncientLibrary.com  Arhivirana inačica izvorne stranice od 1. siječnja 2006. (Wayback Machine)